# Making a Living
Making a Living (pt: Charlot jornalista / br: Carlitos repórter) é um  filme mudo de curta-metragem estadunidense de 1914, do gênero comédia, realizado/dirigido por Henry Lehrman, e produzido por Mack Sennett para os Estúdios Keystone.
Este filme marcou a estreia de Charles Chaplin no cinema, e se caracteriza por intensa correria.

## Sinopse
Slicker é um falso aristocrata inglês que vai trabalhar como repórter e se envolve com o roubo de uma câmera fotográfica com negativos de uma reportagem sensacionalista.

## Elenco
- Charles Chaplin .... Slicker, o repórter (Nota: No IMDB o nome do personagem de Chaplin aparece como Swindler)
- Virginia Kirtley .... Jovem
- Alice Davenport .... Mãe
- Henry Lehrman .... Repórter
- Minta Durfee .... Mulher
- Chester Conklin .... Policial / Vagabundo